# Мезофаза
В физике, мезофаза — агрегатное состояние вещества, промежуточное между жидкостью и твердым телом. Желатин является общеизвестным примером частично упорядоченной структуры в мезофазе. Более того, биологические структуры такие как липидные бислои и клеточные мембраны представляют примеры мезофазного состояния.
Жорж Фридель (1922) привлек внимание к «мезоморфным состояниям вещества» в своей научной оценке наблюдений так называемых жидких кристаллов.
Для примера, в Физике жидких кристаллов де Жена мезофазы вводятся с самого начала:

: …определенные органические материалы демонстрируют не один переход из твердого состояния в жидкое, а скорее демонстрируют каскад переходов, включающих новые фазы. Механические свойства и свойства симметрии этих новых фаз промежуточных между свойствами жидкости и кристалла. По этой причине они часто назывались «жидкими кристаллами». Более правильным названием является «мезоморфные фазы» (мезоморфная: промежуточная форма)